# Paraclius spinuliger
Paraclius spinuliger är en tvåvingeart som beskrevs av Octave Parent 1933. Paraclius spinuliger ingår i släktet Paraclius och familjen styltflugor. Inga underarter finns listade i Catalogue of Life.